# District Number One
District #1, även Dianblae, är ett distrikt i Liberia. Det ligger i regionen Grand Bassa County, i den centrala delen av landet, 70 km öster om huvudstaden Monrovia.
Antalet invånare uppgick, enligt folkräkningen 2022, till 30 223.